# Jaber Al-Ahmad Stadium
Jaber Al-Ahmad Stadium (arab. إستاد جابر الأحمد الدولي) – wielofunkcyjny stadion w mieście Kuwejt, stolicy Kuwejtu. Nosi imię Jabira Al Sabaha, emira Kuwejtu w latach 1977–2006. Posiada bieżnię lekkoatletyczną oraz zadaszone trybuny dla 64 000 widzów. Projekt w latach 2000–2003 wykonała niemiecka firma Weidleplan Consulting GmbH. Konstrukcję rozpoczęto w 2004 roku, a zakończono z lekkim opóźnieniem pod koniec roku 2007. Jednak z powodu wprowadzania do projektu kolejnych poprawek, jeszcze przez dłuższy czas obiekt pozostawał nieukończony. W dniach 21–30 września 2010 roku na stadionie rozegrano spotkania Pucharu Zatoki Perskiej U-17 2010. 6 listopada 2010 roku obiekt gościł finał rozgrywek o Puchar AFC 2010.